# 刘爱才
刘爱才（1948年10月—），江西东乡人，中华人民共和国政治人物。

## 生平
1948年10月，刘爱才出生在江西省东乡县（今抚州市东乡区）。
1968年1月，刘爱才加入中国人民解放军，在福州部队高炮72师647团任战士、副班长。在部队期间的1971年8月加入中国共产党。1973年2月退伍，出任江西东乡铜矿采场井下材料员、文书。
1978年3月，刘爱才考取江西师范学院抚州分院中文系。1980年12月毕业后回到江西东乡铜矿采场出任团委负责人、矿党委办副主任，1983年2月升任江西铜业公司团委副书记。次年1月1月出任江西铜业公司贵溪冶炼厂党委书记。1988年11月出任江西铜业公司纪委副书记兼监察室主任。
1994年5月起，刘爱才先后出任中共江西省纪委研究室主任，江西省纪委常委、省纪委秘书长。
1996年12月，刘爱才出任中共景德镇市委副书记，次年11月出任中共景德镇市委副书记兼市纪委书记、市委党校校长，1998年9月出中共任景德镇市委副书记、代市长、市长。
1999年9月，刘爱才调到湖南省，出任中共永州市委副书记、永州市人民政府代市长、市长。2005年12月，刘爱才出任湖南省质量技术监督局局长、党组书记，2009年5月卸任。2011年12月31日退休。